# لورينزو تشارلز
لورينزو تشارلز (بالإنجليزية: Lorenzo Charles)‏ مواليد 25 نوفمبر 1963 في بروكلين - الوفاة 27 يونيو 2011، كان لاعب كرة سلة أمريكي. بدأ مسيرته الاحترافية في سنة 1985. تم اختياره من قبل فريق أتلانتا هوكس خلال الدرافت. اعتزل اللعب في 2001.

## المسيرة الاحترافية
لعب مع أتلانتا هوكس في موسم 1985–1986، ثم لعب مع بالاكانسترو كانتو في الدوري الإيطالي في موسم 1986–1987، ثم لعب مع نادي ليريا لكرة السلة في الدوري الإسباني في سنة 1991.

## روابط خارجية
- لورينزو تشارلز على موقع إن بي أي (الإنجليزية)
- لورينزو تشارلز على موقع سبورتس رفرنس (الإنجليزية)
- لورينزو تشارلز على موقع الدوري الإسباني لكرة السلة (الإسبانية)
- لورينزو تشارلز على موقع كرة السلة الأوروبية.كوم (الإنجليزية)
- لورينزو تشارلز على موقع كلية كرة السلة في سبورتس رفرنس.كوم (الإنجليزية)
- لورينزو تشارلز على موقع ريلجم (الإنجليزية)
- لورينزو تشارلز على موقع بروبوليرز (الإنجليزية)